# Aristaria bleptinalis
Aristaria bleptinalis är en fjärilsart som beskrevs av William Schaus 1916. Aristaria bleptinalis ingår i släktet Aristaria och familjen nattflyn. Inga underarter finns listade i Catalogue of Life.